# Knautia
- Commons
- Wikispecies

 Knautia  L. é um gênero botânico pertencente a família das Dipsacaceae. São plantas herbáceas e vivazes.

## Sinonímia
- Trichera Schrad. ex Roem. & Schult.

## Principais espécies
| - Knautia arvensis - Knautia carinthiaca - Knautia drymeia - Knautia kitaiebellii | - Knautia longifolia - Knautia Macedonia - Knautia maxima - Knautia norica |

- Lista completa

## Classificação do gênero
| Sistema | Classificação                      | Referência               |
| ------- | ---------------------------------- | ------------------------ |
| Linné   | Classe Tetrandria, ordem Monogynia | Species plantarum (1753) |